# Stefan Wilkanowicz
Stefan Wilkanowicz, né le 3 janvier 1924 à Młociny (pl) (aujourd'hui quartier de Varsovie) et mort le 9 juillet 2022 à Cracovie,, est un philosophe, journaliste, écrivain catholique engagé polonais.

## Biographie
Stefan Mieczysław Wilkanowicz effectue sa scolarité secondaire chez les marianistes puis dans un lycée clandestin [pendant l'occupation allemande de la Pologne. Il obtient un diplôme d'ingénieur en mécanique à l'École polytechnique de Varsovie avant de faire, tout en ayant des activités professionnelles les plus variées (notamment à Ursus, des études de philosophie, suspendues à l'époque stalinienne, pendant laquelle il est emprisonné pour « complot contre l'État », à l'Université catholique de Lublin avec un mémoire consacré à « L’émancipation de la classe ouvrière selon Emmanuel Mounier » puis en 1963 une thèse intitulée « Personalizm mounierowski wobec kultury masowej » (Le personnalisme de Mounier et la culture de masse).
En 1956-1957, il est un des fondateurs du Club des intellectuels catholiques à Varsovie et à Cracovie.
À partir de 1957 il est un des rédacteurs permanents des périodiques cracoviens Znak (dont il est rédacteur en chef de 1978 à 1994) et du Tygodnik Powszechny.De 1972 à 1979, il préside la commission pour l'apostolat des laïcs auprès du synode de l'archevêché de Cracovie présidé par Karol Wojtyła, qui, élu pape en 1978, le nomme membre du Conseil pontifical pour les laïcs.
Il joue un rôle pour mettre fin à la crise liée à la construction d'un carmel à Auschwitz (fin des années 1980, début des années 1990).
Il exerce la présidence ou la vice-présidence de nombreuses instances, notamment le Conseil international d’Auschwitz (pl), le Conseil du Centre international d'éducation sur Auschwitz et sur la Shoah (pl), la Commission polonaise pour l'UNESCO, la Fondation pour la culture chrétienne à l'origine des éditions Znak. Il a été un des animateurs du forum Internet Juifs - Polonais - Chrétiens (Żydzi-Polacy-Chrześcijanie), action pour laquelle il a reçu le prix Stanisław Musiał en 2013

## Famille
Stefan Wilkanowicz a épousé en 1964 Marie-Thérèse Trần Thị Lài (1929-2014), issue d'une famille de mandarins catholiques du Vietnam. Il a deux filles, Marzena Wilkanowicz-Devoud, journaliste rédactrice en chef de l'édition polonaise d'ELLE, et Katarzyna Wierzchosławska, écrivain et traductrice.

## Œuvres
publiées en français
- Pologne, année 39, éditions Cana, 1991 (Collection L'Histoire à la une)  (ISBN 978-2-86335-040-9)  traduit du polonais et annoté par Thérèse Wilkanowicz ; préface de René Rémond
- « Catholiques et Juifs en Pologne », in Étvdes, 1999/2 (Tome 390)[6]